# Пецки (гміна)
Гміна Пецкі (пол. Gmina Piecki) — сільська гміна у північній Польщі. Належить до Мронґовського повіту Вармінсько-Мазурського воєводства.
Станом на 31 грудня 2011 у гміні проживало 7953 особи.

## Територія
Згідно з даними за 2007 рік площа гміни становила 314.59 км², у тому числі:
- орні землі: 29.00%
- ліси: 51.00%

Таким чином, площа гміни становить 29.53% площі повіту.

## Населення
Станом на 31 грудня 2011:
| Опис     | Загалом | Загалом | Чоловіки | Чоловіки | Жінки | Жінки |
| -------- | ------- | ------- | -------- | -------- | ----- | ----- |
| одиниця  | осіб    | %       | осіб     | %        | осіб  | %     |
| все      | 7953    | 100     | 3978     | 50.02    | 3975  | 49.98 |
| міське   | 0       | 100     | 0        |          | 0     |       |
| сільське | 7953    | 100     | 3978     | 50.02    | 3975  | 49.98 |

## Сусідні гміни
Гміна Пецкі межує з такими гмінами: Дзьвежути, Міколайкі, Мронгово, Руцяне-Нида, Свентайно, Сорквіти.